# Sendling-Westpark
Sendling-Westpark, Stadtbezirk 7 Sendling-Westpark – 7. okręg administracyjny Monachium, w Niemczech, w kraju związkowym Bawaria. W 2013 roku okręg zamieszkiwało 55 405 mieszkańców.